# ميكائيل أوغلاند
ميكائيل أوغلاند (بالنرويجية البوكمول: Mikael Birk Giæver Ugland)‏ هو لاعب كرة قدم نرويجي في مركز الوسط، ولد في 24 يناير 2000 في كريستيانساند ‏ في النرويج. لعب مع نادي ستارت.

## وصلات خارجية
- ميكائيل أوغلاند على موقع اتحاد النرويج (النرويجية)
- ميكائيل أوغلاند على موقع قاعدة بيانات كرة القدم.إي يو (الإنجليزية)
- ميكائيل أوغلاند على موقع Soccerbase.com (لاعب) (الإنجليزية)
- ميكائيل أوغلاند على موقع Soccerway.com (الإنجليزية)